# Gate Tower Building
Gate Tower Building (japanska: ゲートタワービル gēto tawā biru) är en kontorsbyggnad i Osaka i Japan. Den är 71,9 meter hög och har 18 våningar, varav två under jord och avfarten från Hanshin Expressway går rakt igenom byggnaden mellan våning fem och sju.
Tomten som huset står på ägdes sedan 1870-talet av ett företag som sålde trä och träkol. När verksamheten lades ner, omkring hundra år senare, fick bolaget inte tillstånd att bygga på platsen eftersom den behövdes till en motorvägsavfart. Företaget vägrade att sälja tomten men efter fem års förhandlingar kom man fram till en kompromiss och år 1988 kunde bygget börja.
Vägen går på en täckt bro genom ett hål i byggnaden och de nuddar inte vid varandra. Byggnaden har ljudisolerats så att trafiken inte skall störa verksamheten. På våningarna där motorvägen passerar finns dock inga kontor och hissarna stannar heller inte.